# Una noche de gala en el Colón
 Una noche de gala en el Colón  es una película de Argentina, sin sonido, filmada en blanco y negro dirigida por Federico Valle sobre su propio guion que se estrenó en 1918 y que fue realizada mediante el procedimiento de animación utilizando muñecos. También fue conocida como la Carmen criolla 

## Producción
Federico Valle había filmado El apóstol, 
estrenado el 9 de noviembre de 1917, que estuvo en cartelera un año e impresionó al público aunque no en una magnitud correlativa al esfuerzo que demandó realizarla. En un congreso de cine de animación realizado en Berlín, 1970, se reconoció que El Apóstol es cronológicamente el primer largometraje en dibujo realizado en el mundo, pues precedió al norteamericano El hundimiento del Lusitania, de Winsor McCay, a quien exigió veintidós meses de trabajo y veinticinco mil dibujos.
En 1918 Valle emprendió otro largometraje, esta vez con muñecos, técnica que había utilizado en una película de pocos metros hecha sobre originales del pintor Horacio Butler, único antecedente de filmes de ese tipo hasta ese momento en el país. La nueva producción, que estaba en la misma línea de humor, imaginación y sátira yrigoyenista de El apóstol, se tituló Una noche de gala en el Colón y también fue conocida como la Carmen criolla, porque su acción transcurría en el teatro Colón mientras se realizaba una función de gala con la representación de la ópera Carmen, de Bizet. La primera parte de la película está animada por muñecos y comienza en el vestíbulo, con la llegada de los personajes y formación de corrillos, sigue con la entrada a la sala y concluye cuando todos están ya sentados. La segunda, en dibujos, consiste en la representación de la opera, con Yrigoyen haciendo de Carmen - ministros y amigos como otros personajes - Don José Escamillo, Micaela, el Remendao- acompañados todos por una orquesta integrada por gatos.
El prestigioso caricaturista Diógenes Taborda hizo los diseños de los "tipos" optando por prescindir de la exageración caricaturesca y ajustarse más a la realidad que en el filme anterior. Además de figuras del yrigoyenismo estaban incluidos otras personalidades de la época, como Benito Villanueva, Julito Roca (futuro vicepresidente de Justo), Saavedra Lamas (futuro premio Nobel de la Paz y ministro de Relaciones Exteriores del mismo gobierno) y Guerrico Williams (propietario de una prestigiosa casa de remates) así como también conocidos personajes excéntricos de la ciudad como el "Payo" Roque y el "Negro" Raúl.
Para Una noche de gala en el Colón, sobre los originales diseñados por Taborda un escultor confeccionó los modelos en plastina; luego de las correcciones se prepararon moldes y se hicieron y pintaron los muñecos definitivos. Para los que representaban los personajes que tenían que hablar, se hicieron varias cabezas con diferentes posturas de labios, enarcamiento de cejas, etc., de manera que al fotografiarse según cierto orden dieran la ilusión de estar conversando. El ambiente del Colón fue reproducido por el prodigioso técnico y artesano francés Ducaud en una minuciosa maqueta. Si bien la película resultó imperfecta y fue favorecida por el público dejó enseñanzas útiles para quienes la realizaron.